# Selos e história postal do Território do Inini
O Território do Inini é uma antiga subdivisão da Guiana Francesa. O seu nome provem do Inini, um curso de água afluente do Maroni.

## História postal (1931-1944)

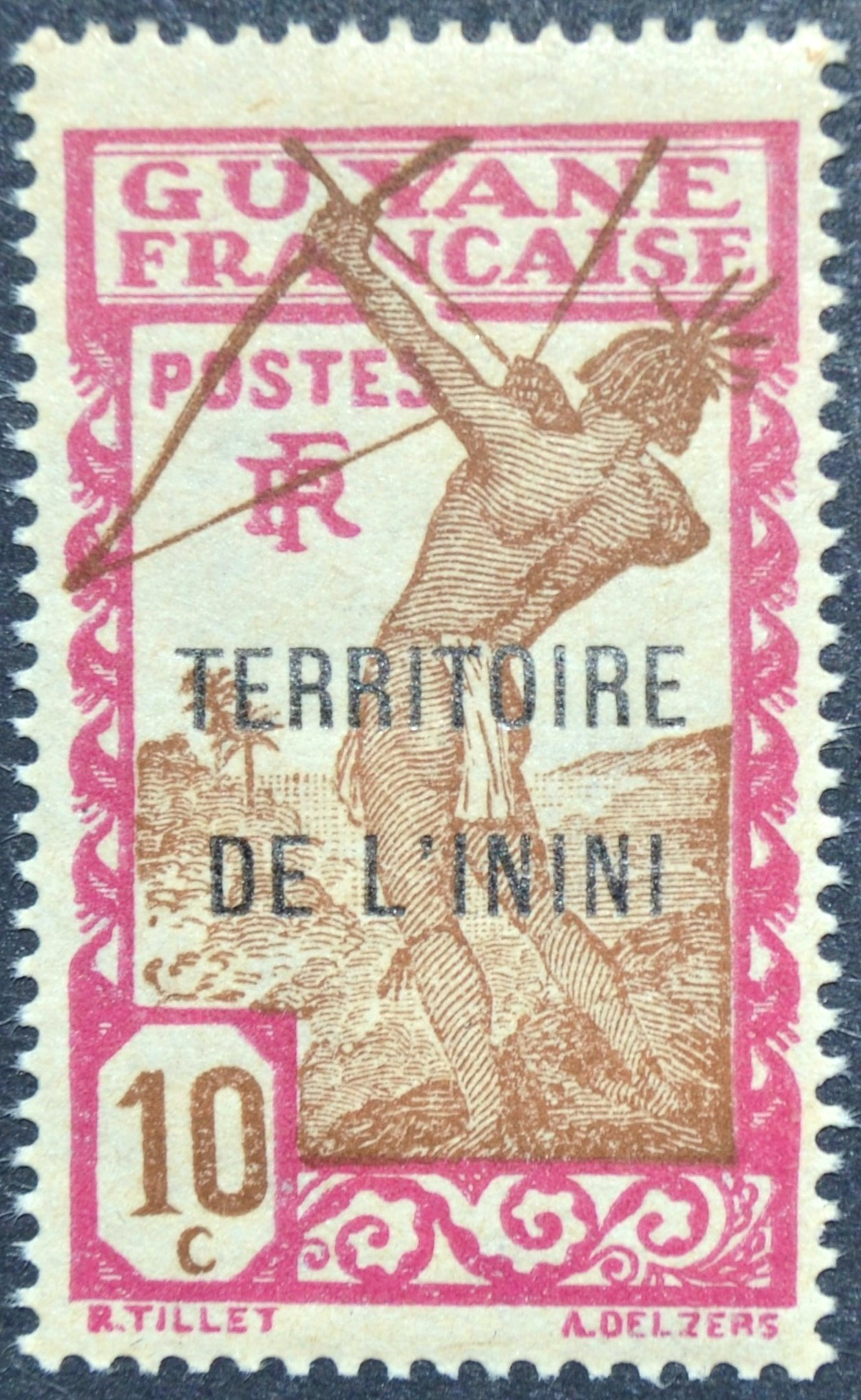
Selo de 10c da Guiana Francesa, com sobrecarga, de 1932

O Inini foi criado por decreto no dia 6 de junho de 1930,amputando a Guiana Francesa da maior parte do seu território, ficando esta limitada a uma estreita faixa costeira de cerca de 20 km. Os selos da Guiana Francesa foram sobrecarregados com as inscrições Territoire de l’Inini ou simplesmente Inini entre 1931 e 1944. Porém, os primeiros selos só foram colocados à venda a partir de 1 de janeiro de 1932. O objetivo era estender as vendas de selos coloniais aos colecionadores e, com isso, obter mais divisas.
Num território escassamente povoado (menos de 3000 habitantes em 1940, quase todos analfabetos), e com serviços de correio marginais ou mesmo inexistentes, a maior parte dos selos disponíveis no mercado são novos, o que revela uma fraca utilização postal. Este facto é também corroborado pela cotação dos selos usados que chega a ser muito maior que a dos respetivos selos novos.